# De kleur uit de ruimte
De kleur uit de ruimte (originele titel The Colour Out of Space) is een kort sciencefiction/horrorverhaal van de Amerikaanse schrijver H.P. Lovecraft. Het verhaal werd voor het eerst gepubliceerd in het tijdschrift Amazing Stories in september 1927.
De Kleur uit de Ruimte is een van Lovecrafts populairste verhalen, en was tevens zijn persoonlijke favoriet. Het verhaal is verfilmd in 1965 (als Die, Monster, Die!), 1987 (als The Curse), 2008 (als Colour from the Dark), 2010 (als Die Farbe) en 2019 (als Color out of Space).

In 2020 verscheen bij Karakters Uitgeverij een gebundelde uitgave van zes van H.P. Lovecrafts verhalen, met als titelverhaal 'De kleur uit de ruimte'. De andere verhalen in de bundel zijn 'De bezoeker uit de duisternis', 'Dagon', 'Het onzienbare', 'Hij' en 'De tempel'. De vertaler is Jean Schalekamp.
Een niet bij naam genoemde landmeetkundige uit Boston probeert het geheim te ontrafelen achter een stuk land nabij Arkham, dat door de lokale bevolking te allen tijde vermeden wordt. Hij hoeft echter niet op steun van de dorpelingen te rekenen. Alleen de oude man Ammi Pierce is bereid hem het een en ander te vertellen, daar hij zelf heeft meegemaakt hoe dit stuk land zo gehaat werd.
Het land was ooit in het bezit van een boer genaamd Nahum Gardner. Volgens Pierce begonnen de problemen toen in juni 1882 een meteoriet neerstortte op Gardners landgoed.
De meteoriet stelt lokale wetenschappers voor een raadsel daar hij niet afkoelt, maar in plaats daarvan krimpt tot er uiteindelijk enkel een laagje vloeistof overblijft. Deze vloeistof heeft een kleur die niet binnen het normale zichtbare spectrum valt. Ook deze vloeistof verdwijnt uiteindelijk. Het seizoen erop blijken Gardners gewassen vroeger dan normaal te groeien en abnormaal groot te worden. Desondanks zijn de groenten niet te eten en het lijkt erop dat de resten van de meteoriet de grond vergiftigd hebben. De jaren erop verspreidt het verschijnsel zich naar de omliggende vegetatie en via de vegetatie ook naar de dieren, met onverwachte gevolgen. Zo beginnen de planten 's nachts licht uit te stralen en vergaan uiteindelijk tot een grijs poeder.
Gardners vrouw en zoon Thaddeus worden uiteindelijk gek van de gebeurtenissen, en Gardner is gedwongen ze op de zolder op te sluiten. Ook begint Gardner zich met zijn familie steeds meer terug te trekken, waardoor men hem nog maar zelden in het dorp ziet. Alleen met Pierce houdt hij contact. Gardners vee sterft in snel tempo door de vreemde vegetatie. Wanneer Pierce na twee weken niets te hebben gehoord van Gardner een kijkje gaat nemen bij diens boerderij, blijkt dat de familie zelf ook slachtoffer is geworden van wat de meteoriet op aarde heeft gebracht; Gardner heeft zijn verstand verloren en sterft voor Pierce’ ogen, zijn zonen Merwin en Zenas worden vermist, Thaddeus is dood en zijn vrouw blijkt dusdanig geïnfecteerd te zijn door hetgeen dat ook het vee gedood heeft dat Pierce gedwongen is haar uit haar lijden te verlossen.
Op de zolder komt Pierce ook voor het eerst in contact met het “ding” dat door de meteoriet op aarde beland is en vlucht in paniek uit het huis. Hij keert later terug met zes andere mannen. Samen vinden ze de skeletten van Merwin en Zenas in de put naast het huis. Die nacht zijn ze er getuige van hoe een vreemd licht uit de put schijnt dat uiteindelijk verandert in “de kleur” en de lucht in schiet. Een klein deel blijft op aarde achter. Het feit dat een deel van “het wezen” nog op aarde is, maakt dat iedereen het landgoed van Gardner voortaan vermijdt.

## Achtergrond
Lovecraft begon in maart 1927, meteen na het voltooien van De zaak van Charles Dexter Ward, met De Kleur uit de Ruimte. Hij was rond dezelfde tijd ook bezig met zijn essay Supernatural Horror in Literature. Lovecraft zelf beweerde dat het pas voltooide Scituate Reservoir voor hem als inspiratiebron diende voor het verhaal. Volgens schrijver Will Murray was in The Book of the Damned van paranormaal onderzoeker Charles Fort een literaire inspiratiebron voor Lovecraft.
Lovecraft was zelf volgens eigen zeggen niet te spreken over hoe aliens in andere fictiewerken vaak als humanoïde of anderszins menselijk werden afgebeeld. Hij wilde van de alien in zijn verhaal juist een wezen maken dat in niets leek op leven zoals men dat op aarde kent, maar iets dat werkelijk buitenaards is. Hij liet zich hiervoor inspireren door omschrijvingen van kleuren buiten het zichtbare spectrum, met name Hugh Elliott's Modern Science and Materialism. Eind maart 1927 voltooide Lovecraft zijn verhaal. Hugo Gernsback, redacteur van Amazing Stories, kocht het verhaal van Lovecraft voor 25 dollar (316 dollar volgens hedendaagse tarieven), maar kwam nogal laat over de brug. Mede hierom schreef Lovecraft nadien nooit meer voor het tijdschrift.
Pas een jaar na het voltooien van De Kleur uit de Ruimte schreef Lovecraft weer een ander groot verhaal, The Dunwich Horror. Tussendoor schreef hij enkel wat minder bekende werken als History of the Necronomicon en Ibid
De Kleur uit de Ruimte is het enige verhaal ooit gepubliceerd in Amazing Stories dat opgenomen is in Edward O'Briens bundel The Best American Short Stories, Critici noemen De kleur uit de ruimte vaak een van Lovecrafts beste werken. Het was tevens het eerste verhaal waarin Lovecraft zijn bekende combinatie van horror en sciencefiction gebruikte.
Tegenwoordig valt het verhaal in het publiek domein.

## Verfilmingen
De Kleur uit de Ruimte is driemaal verfilmd:
- Die, Monster, Die!: een film uit 1965 geregisseerd door Daniel Haller.
- The Curse: een film uit 1987 geregisseerd door David Keith.
- Color Out of Space: een film uit 2019 geregisseerd door Richard Stanley.